# Osiedle Piękna Góra
Osiedle Piękna Góra (lub Piękna Górka) – niewielkie osiedle w Olsztynie, położone w południowo-wschodniej jego części, w pobliżu jeziora Skanda. Dojazd do osiedla prowadzi ul. Masztową (bocznica ul. 5. Wileńskiej Brygady AK). Administracyjnie podlega osiedlu Mazurskiemu.
Powstanie osiedla bezpośrednio wiąże się z XIX-wiecznym majątkiem Augusta Blockhagena. Nazwa (Piękna Góra), zarejestrowana w 1848 r.,  wywodzi się od nazwiska panieńskiego matki jego żony (Stolzenberg).
Na osiedlu Piękna Góra znajduje się najwyższy w Polsce maszt radiowo-telewizyjny (360 m).